# Międzynarodowa Federacja Kajakowa
Międzynarodowa Federacja Kajakowa (ang. International Canoe Federation, skrót ICF) – międzynarodowa organizacja pozarządowa, zrzeszająca 157 narodowych federacji kajakowych.

## Historia
Federacja została założona w 1946 roku po przekształceniu Internationale Repräsentantenschaft Kanusport (IRK), która powstała 19 stycznia 1924 w Kopenhadze.

## Członkostwo
- MKOl
- GAISF
- IWGA

## Dyscypliny
na wodach stojących
- Canoe sprint,
- Canoe maraton,
- Smocze łodzie,
- Kajak-polo,
- Paracanoe,[2]
- Va'a[3]

na wodach oceanicznych
- Surfski
- Waveski
- Żeglarstwo kajakowe

na wodach górskich
- Canoe freestyle
- Canoe slalom,
- Kajakarstwo górskie

na wodach stojących i oceanicznych
- Standup paddleboarding (SUP)[4]

## Mistrzostwa świata
- Mistrzostwa świata w kajakarstwie:
  - Mistrzostwa świata w kajakarstwie (od 1938 roku).
  - Mistrzostwa świata w maratonie kajakowym (od 1988 roku).
  - Mistrzostwa świata w kajakarstwie górskim (od 1949 roku).
- Mistrzostwa świata w kajak-polo (od 1994 roku).